# 2-癸烯醛
2-癸烯醛是一种有机化合物，化学式为C10H18O，它可由2-癸烯醇的氧化反应制得。在L-脯氨酸–水杨酸体系的催化下，它可以和N-氟代双(苯磺酰)胺反应，得到2,2-二氟代-3-癸烯醛。